# IVL C.VI.25
Die IVL C.VI.25 war ein Jagdflugzeug des finnischen Herstellers Ilmailuvoimien Lentokonetehdas.

## Geschichte und Konstruktion
Die IVL C.VI.25 ist eine Weiterentwicklung der IVL C.24. Das Flugzeug wurde von Kurt Berger als Hochdecker mit offenem Cockpit und Spornradfahrwerk entworfen. Angetrieben wurde es von einem Siemens-Halske-Sh.IIIA-Sternmotor. Das Flugzeug absolvierte seinen Erstflug am 11. Juni 1925. Es wurde jedoch nach einer Notlandung wegen Motorschadens am 17. Dezember 1925 zerstört.

## Militärische Nutzung
- Finnland

## Technische Daten
| Kenngröße             | Daten                                                     |
| --------------------- | --------------------------------------------------------- |
| Besatzung             | 1                                                         |
| Länge                 | 6,9 m                                                     |
| Spannweite            | 9,5 m                                                     |
| Höhe                  | 2,93 m                                                    |
| Flügelfläche          | 16,3 m²                                                   |
| Flügelstreckung       | 5,5                                                       |
| Leermasse             | 655 kg                                                    |
| max. Startmasse       | 843 kg                                                    |
| Höchstgeschwindigkeit | 210 km/h                                                  |
| Dienstgipfelhöhe      | 6500 m                                                    |
| Triebwerk             | 1 × Siemens-Halske-Sh.IIIA-Sternmotor mit 119 kW (162 PS) |
| Bewaffnung            | 2 × MG Vickers 7,7 mm                                     |